# John Pople
Sir John Anthony Pople (31. října 1925, Burnham-on-Sea, Spojené království – 15. března 2004, Chicago, Illinois, USA) byl britský chemik, nositel Nobelovy ceny za chemii
Studoval a doktorát získal v Cambridgi, kde pak zůstal ještě několik let jako učitel. Roku 1964 se natrvalo odstěhoval do USA, i když si ponechal britské občanství. Působil na Carnegie-Mellonově univerzitě a na Severozápadní univerzitě.
V roce 1998 obdržel Nobelovu cenu za chemii společně s Walterem Kohnem za objevy, které pomáhají odhalit tajemství obestírající strukturu hmoty, konkrétně za lepší pochopení elektrických vlastností hmoty.